# Kościół Wniebowstąpienia Pańskiego w Łomczewie
Kościół Wniebowstąpienia Pańskiego – katolicki kościół filialny, zlokalizowany w Łomczewie, w gminie Okonek. Należy do parafii Matki Bożej od Wykupu Niewolników w Okonku.

## Historia i architektura
Ceglana świątynia w stylu pomorskiego neogotyku została wybudowana w latach 1874-1875 (lub w 1879; wówczas nazwa wsi brzmiała Lümzow), jako protestancka. Podlegał synodowi w Szczecinku (wówczas Neu-Stettin) i był filią kościoła w Okonku (wówczas Ratzebuhr). 

### Po II wojnie światowej
Przez katolików przejęta po zakończeniu II wojny światowej i poświęcona 5 sierpnia 1945. Ołtarz główny konsekrowano 24 września 1969. W 2010 kościół wraz z pozostałościami cmentarza przykościelnego wpisano do rejestru zabytków. Na dachu chorągiewka z 1671, wycięta z miedzianej blachy i oprawiona w metalową ramkę, pochodzi z budynku dworskiego.

## Wyposażenie
Do cennych zabytków ruchomych należą (lub należały):
- 19-centymetrowy kielich mszalny z pozłacanego srebra ufundowany przez dziedzica Hansa Christiana v.d. Osten i jego małżonki Julianny v. Glasenap w 1669,
- dwa cynowe świeczniki (36 cm) z okrągłymi podstawami – dar z 1607,
- dzwony:
  - z 1603, fundacji Jakuba Karstede, zniszczony podczas I wojny światowej (miał 70 cm średnicy),
  - odlany w 1796 w Szczecinku przez J.M. Meyera (54 cm średnicy, napis Mich goss J.M. Meyer in Neustettin anno 1796)[3],
- ambona, prospekt organowy, kropielnica i komplet ławek[4].

## Otoczenie
Świątynia powstała na starannie zniwelowanym terenie dawnego cmentarza przykościelnego. Nieco powyżej, na południowy wschód od kościoła, w gęstych zaroślach, znajdują się pozostałości cmentarza ewangelickiego (założonego w 1875) z licznymi płytami nagrobnymi i płotkami ogradzającymi mogiły (w tym o cechach secesyjnych). Na uwagę zasługują m.in.: grób dziecięcy Wernera Schulza z postacią aniołka oraz mogiła Ericha Balkowa, poległego za swoją ojczyznę w 1943 żołnierza Wehrmachtu. Najstarsze pochówki pochodzą prawdopodobnie z końca XVIII wieku.
Przy kościele kapliczka maryjna, a przy niej wyłamany z cmentarza żeliwny krzyż nagrobny Hansa Christiana v.d. Osten z napisem: AEGIDIUS GEORGE WILHELM V.D. OSTEN / Erb. und Patronatsherr der Herrschaft Lümzof / Gest. den 2 Mai 1817 (na rewersie napis: Eins ist Noth). Na cmentarzu znajdował się dawniej grobowiec rodzinny tej linii rodu von Osten. 

## Galeria

### Kościół

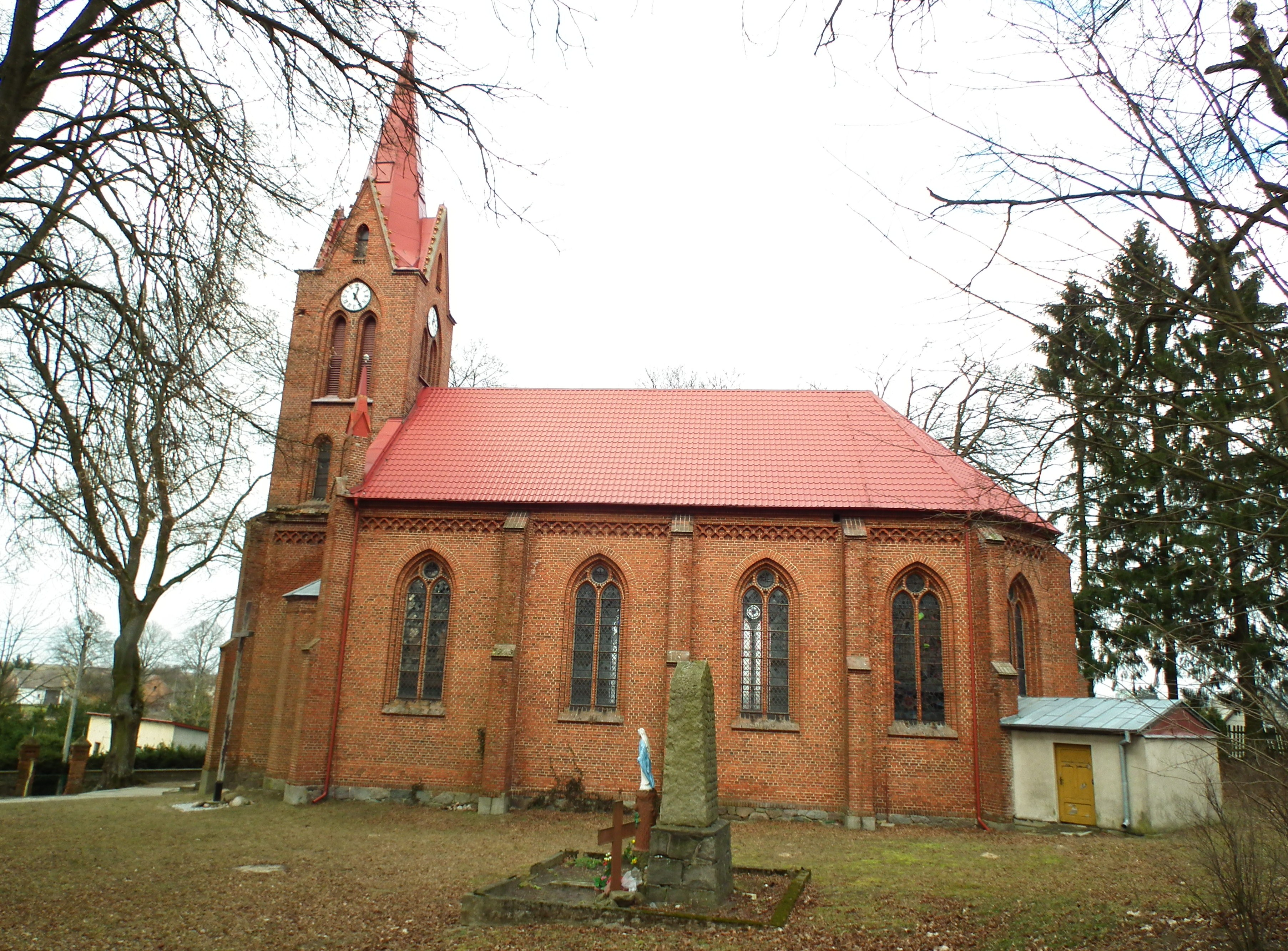
Elewacja boczna
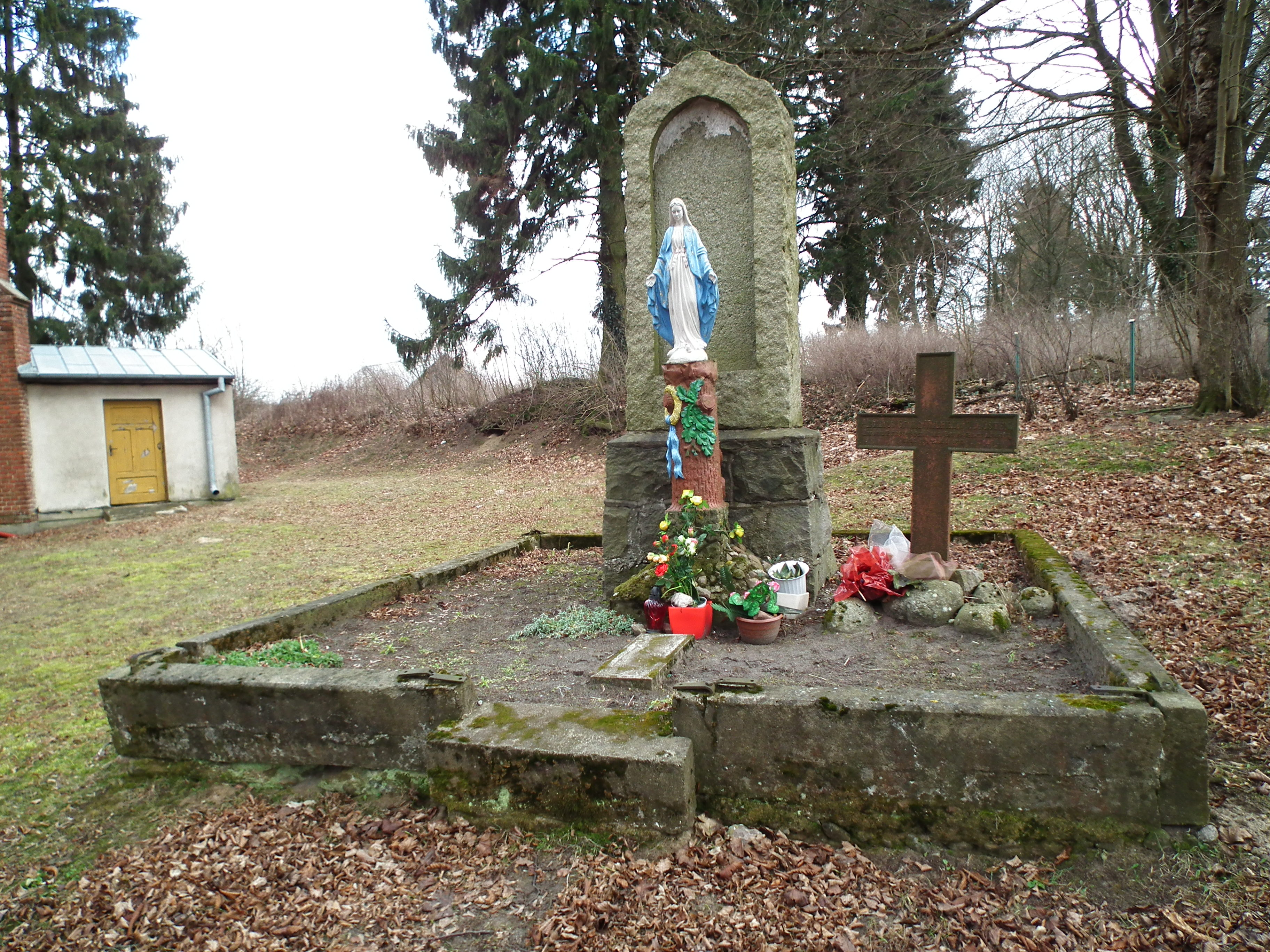
Kapliczka maryjna
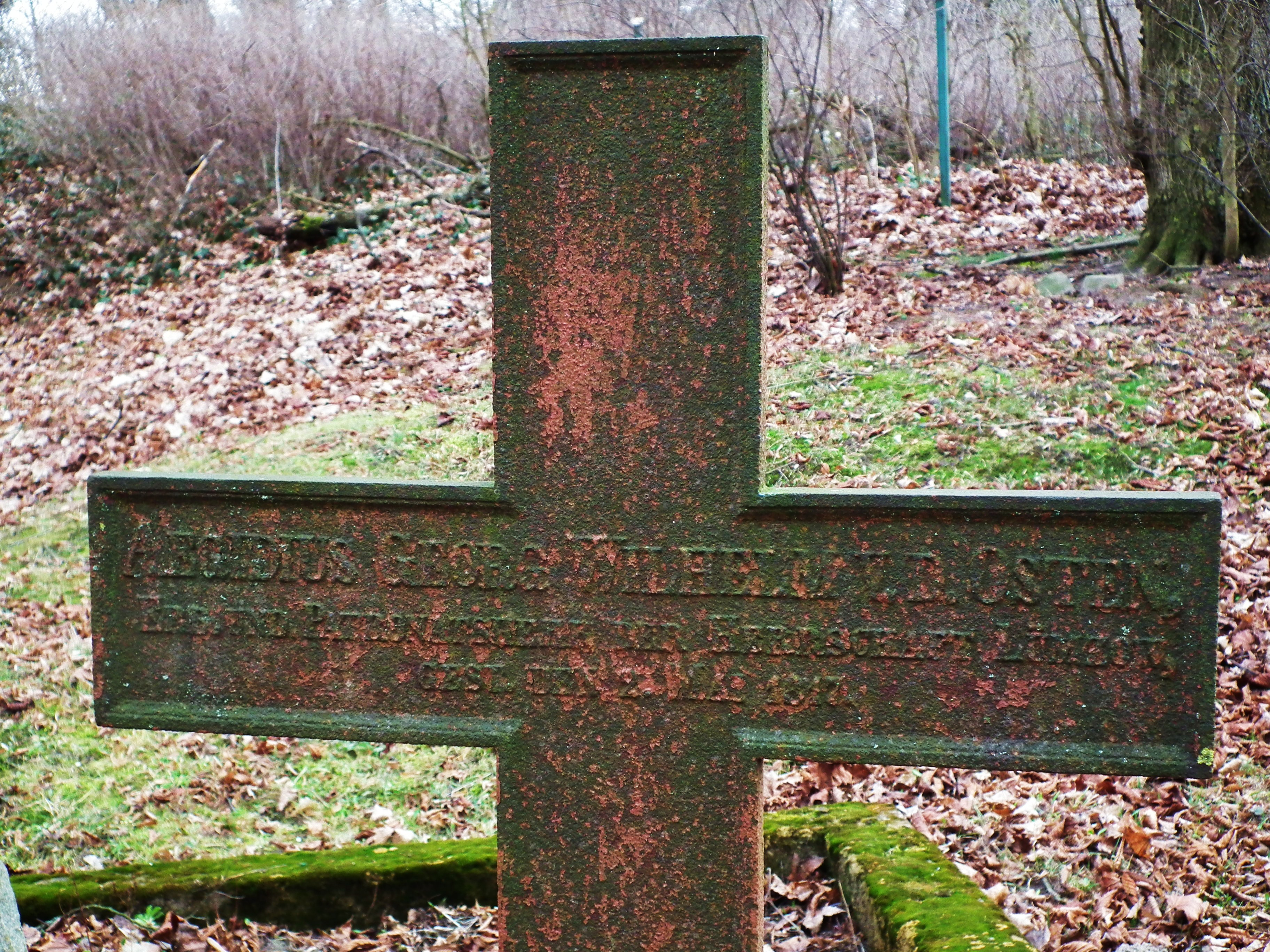
Krzyż Egidiusza Jerzego Wilhelma von der Osten

### Cmentarz

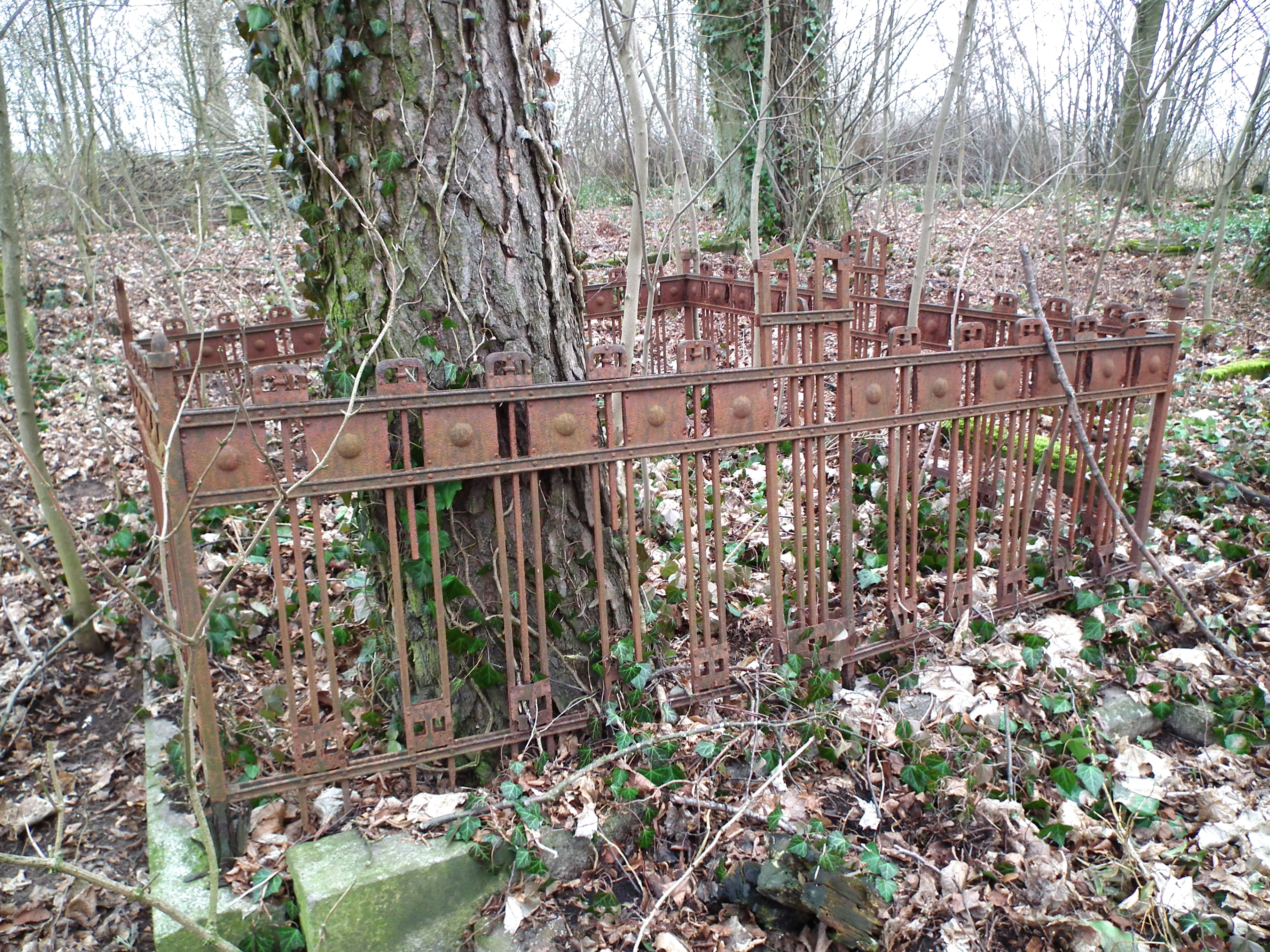
Secesyjne ogrodzenie
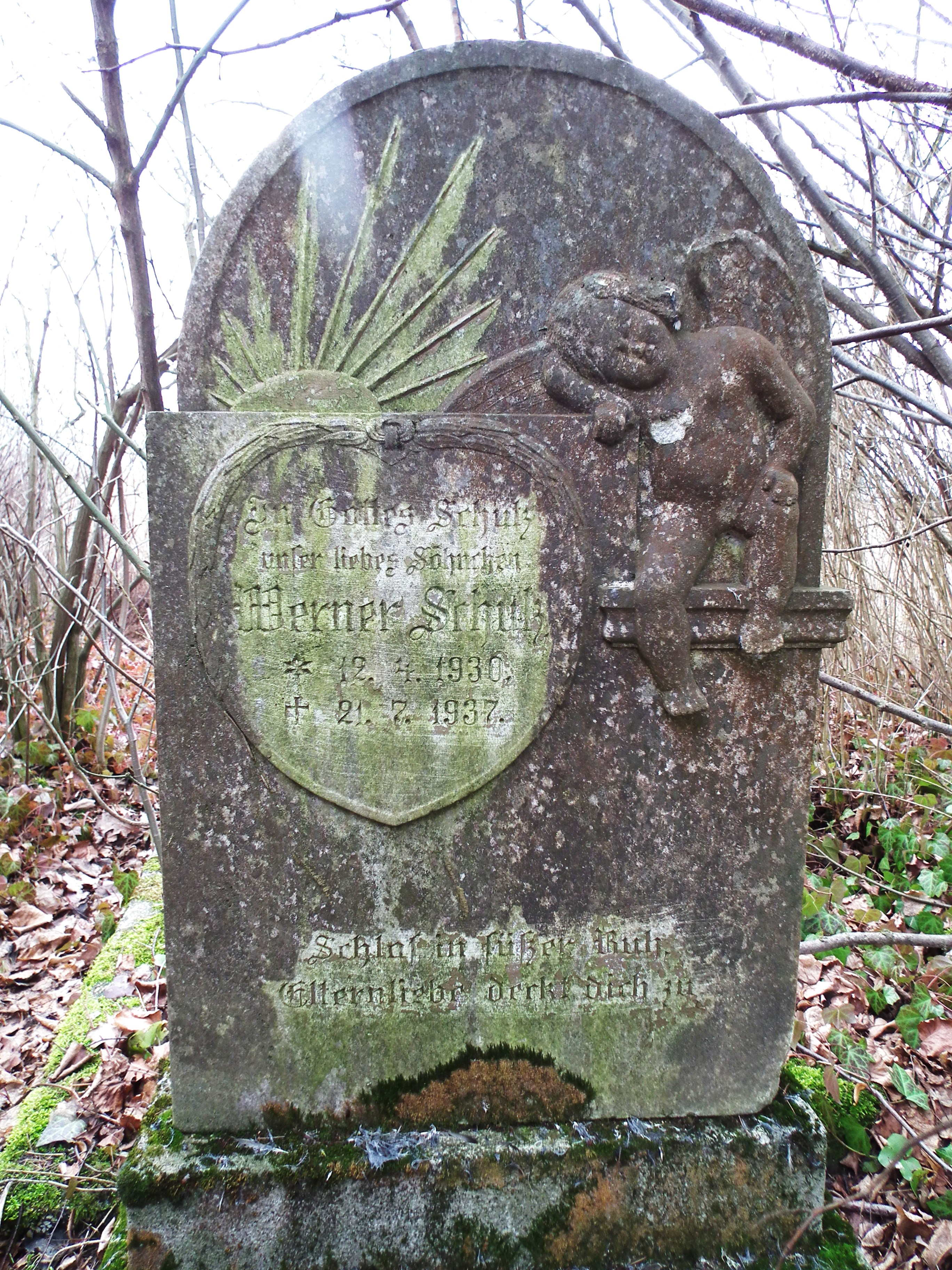
Grób dziecięcy Wernera Schulza
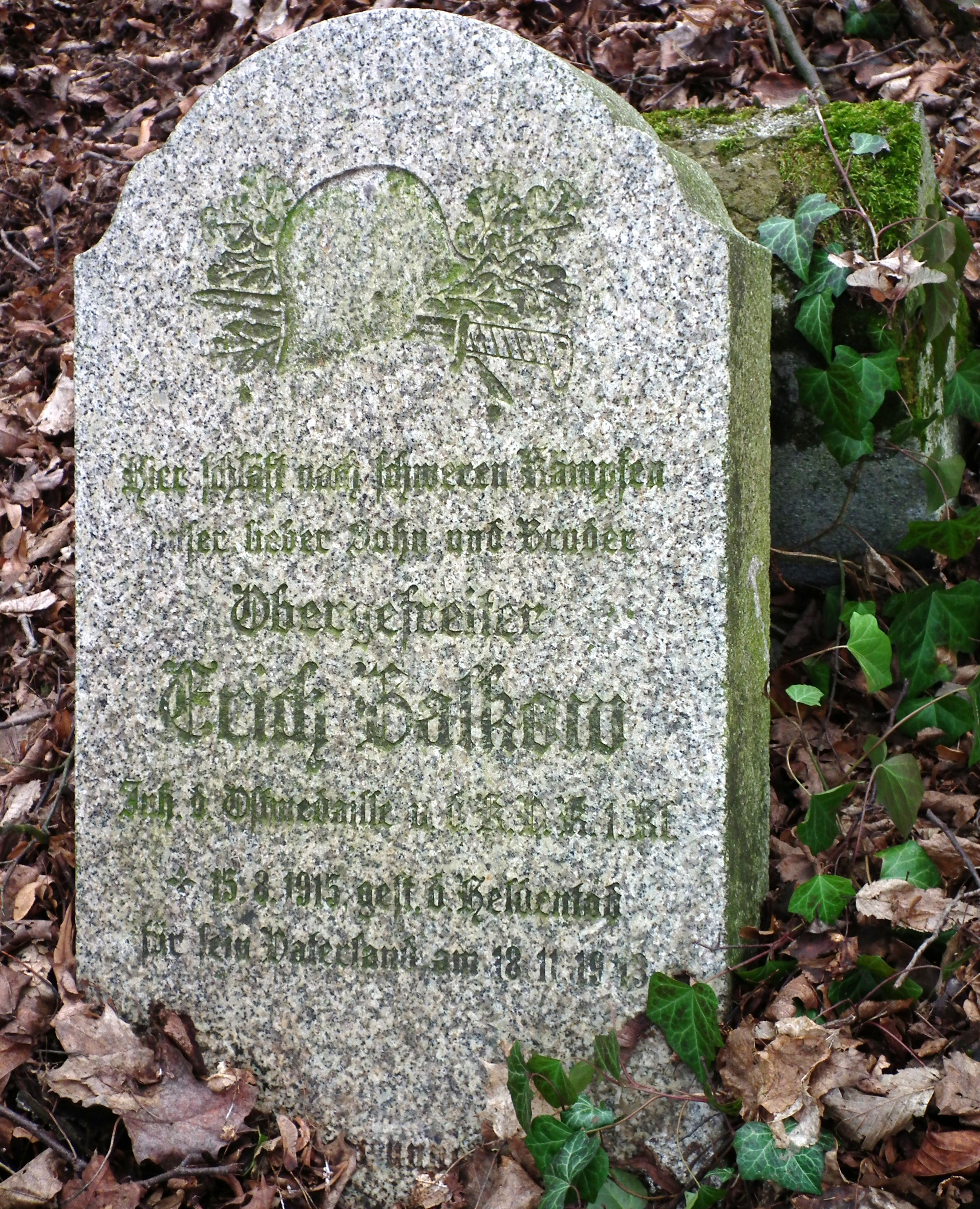
Grób Ericha Balkowa z Wehrmachtu